# Наум Попески
Наум Попески (на македонска литературна норма: Наум Попески) е северномакедонски поет и журналист.

## Биография
Роден е през 1947 година в стружкото село Вевчани, тогава в Югославия, днес Северна Македония. Учи във Филологическия факултет на Скопския университет. Дългогодишен новинар и редактор на притурката „Колибри“ на „Нова Македония“. Член е на Дружеството на писателите на Македония от 2000 година.